# Milícia Cocoye
Cocoye foi uma milícia que operou durante a primeira e segunda guerra civil da República do Congo e que lutou por Pascal Lissouba.

## História

### Formação
A milícia Cocoye foi formada em 1993. Pascal Lissouba desconfiava fortemente das forças armadas do país e acreditava que não conseguiria apoio das mesmas. Assim, agiu para formar suas próprias forças com as quais poderia contar para apoiá-lo. Ele convocou militares e apoiadores dos departamentos de Niari, Lékoumou e Bouenza para formar a milícia e adquiriu mercenários de Israel, Sérvia e Zaire para treiná-la. 

### Primeira guerra civil
Durante a primeira guerra civil, a milícia Cocoye alinhou-se a Lissouba e seus membros lutaram contra as milícias aliadas Ninja e Cobra. Em Brazzaville, os Cocoye controlavam o centro da cidade, o conflito acabou matando 2.000 pessoas e terminou no acordo de paz, sem que nenhum dos lados obtivesse a vitória.

### Segunda guerra civil
Em junho de 1997, Lissouba temia um golpe de Estado e enviou os Cocoyes para prender o líder dos Cobras, Denis Sassou Nguesso, e desarmar a milícia, iniciando a segunda guerra civil. Seu antigo inimigo, os Ninjas, aliou-se a eles contra os Cobras. Durante a segunda guerra civil, os Cocoye desempenharam um papel importante, capturando a represa de Moukoukoulou e cortando energia em grande parte do sul.